# James Winslow
James Winslow (ur. 16 kwietnia 1981 roku w Witham) – brytyjski kierowca wyścigowy.

## Kariera
Winslow rozpoczął karierę w międzynarodowych wyścigach samochodowych w 1999 roku od startu w Festiwalu Formuły Ford, gdzie jednak nie był sklasyfikowany. W późniejszych latach Brytyjczyk pojawiał się także w stawce Brytyjskiej Formuły 3, Azjatyckiej Formuły 3, Grand Prix Makau, Australijskiej Formuły 3, Azjatyckiej Formuły Renault V6, Bathurst 12 Hour Race, Nikon Indy 300 F3 Challenge, V8 Supercars, IMSA Lites L1 Championship Presented by Frisby Performance Tire, Atlantic Championship, F2000 Championship Series, Indy Lights, Radical Australia Cup, PSCRAA Enduro Championship, Australian GT Championship, Euro Racecar NASCAR Touring Series, AsiaCup Series, Trans-Am - TA2, Asian Le Mans Series, Australian Sports Racer Series, 24-godzinnego wyścigu Le Mans, Phillip Island 101, Australian Sports Racer Series, Liqui Moly Bathurst 12 Hour oraz European Le Mans Series.

## Wyniki w 24h Le Mans
| Rok  | Zespół             | Partnerzy                         | Samochód           | Klasa | Okr. | Poz. | Klasa Pos. |
| ---- | ------------------ | --------------------------------- | ------------------ | ----- | ---- | ---- | ---------- |
| 2014 | Greaves Motorsport | Michael Munemann Alessandro Latif | Zytek Z11SN-Nissan | LMP2  | 31   | NU   | NU         |